# Саврасова, Юлия Александровна
Ю́лия Алекса́ндровна Савра́сова (род. 1987) — российская рэндзистка, четырехкратная чемпионка мира среди женщин, победитель командного чемпионата мира в составе сборной России (2006), чемпион России (2005). Мастер спорта.

## Биография
Родилась в городе Муром Владимирской области. В возрасте 8 лет переехала в п. Подюга Архангельской области. Заниматься рэндзю начала с 10 лет, уже в 12 выиграла свой первый чемпионат мира среди женщин (1999). В 2001 году в Киото ей удалось повторить успех, в 2003 году она довела свой счет золотых медалей женских чемпионатов мира до трех. В 2005 году ей удалось выиграть чемпионат России, что дало ей право участвовать в чемпионате мира вместо чемпионата мира среди женщин. Она принимала участие в финалах чемпионата мира дважды, лучший результат — седьмое место в 2007. Затем она вернулась в женский чемпионат мира, уверенно выиграв его в 2009.
Юлия многократно выигрывала юношеские первенства мира в своих возрастных группах (2000, 2002, 2004, 2006, 2008).
В 2006 году в составе сборной России, играя на четвёртой доске, Юлия завоевала золотую медаль командного чемпионата мира.